# Меграбад (Хомейн)
Меграбад (перс. مهراباد) — село в Ірані, у дегестані Чагар-Чешме, у бахші Камаре, шагрестані Хомейн остану Марказі. За даними перепису 2006 року, його населення становило 106 осіб, що проживали у складі 30 сімей.

## Клімат
Середня річна температура становить 10,53 °C, середня максимальна – 29,47 °C, а середня мінімальна – -12,48 °C. Середня річна кількість опадів – 232 мм.
| Клімат поселення                              | Клімат поселення | Клімат поселення | Клімат поселення | Клімат поселення | Клімат поселення | Клімат поселення | Клімат поселення | Клімат поселення | Клімат поселення | Клімат поселення | Клімат поселення | Клімат поселення | Клімат поселення |
| Показник                                      | Січ.             | Лют.             | Бер.             | Квіт.            | Трав.            | Черв.            | Лип.             | Серп.            | Вер.             | Жовт.            | Лист.            | Груд.            |                  |
| Середній максимум, °C                         | 5,92             | 7,68             | 11,69            | 18,35            | 23,73            | 29,06            | 29,47            | 29,39            | 24,84            | 18,28            | 11,56            | 6,30             |                  |
| Середня температура, °C                       | −3,28            | −1,52            | 2,48             | 9,16             | 14,54            | 19,88            | 23,68            | 23,60            | 19,04            | 12,48            | 5,78             | 0,51             |                  |
| Середній мінімум, °C                          | −12,48           | −10,74           | −6,72            | −0,05            | 5,34             | 10,67            | 17,87            | 17,82            | 13,25            | 6,69             | −0,02            | −5,29            |                  |
| Норма опадів, мм                              | 37               | 36               | 44               | 30               | 22               | 3                | 2                | 1                | 0                | 6                | 21               | 30               |                  |
| Середньомісячна швидкість вітру, м/с          | 1.25             | 1.82             | 2.30             | 2.47             | 2.32             | 2.14             | 2.04             | 2.04             | 1.99             | 1.80             | 1.42             | 1.34             |                  |
| Середньомісячна сонячна радіація, кДж/м²·день | 10087            | 13156            | 15702            | 18817            | 22673            | 26876            | 25790            | 24358            | 21667            | 16303            | 11618            | 9645             |                  |
| --------------------------------------------- | ---------------- | ---------------- | ---------------- | ---------------- | ---------------- | ---------------- | ---------------- | ---------------- | ---------------- | ---------------- | ---------------- | ---------------- | ---------------- |
| Джерело:                                      |                  |                  |                  |                  |                  |                  |                  |                  |                  |                  |                  |                  |                  |